# بوستان جنگلی چالدره
بوستان جنگلی چالدره در استان مازندران در فاصله ۱۸ کیلومتری مسیر تنکابن واقع شده‌است. ارتفاع از سطح دریا این پارک ۴۰۰ متر می‌باشد. این بوستان‌ با ۹۴ هکتار وسعت در بین دو رود سه هزار و دو هزار و محل تقاطع این دو رود قرار دارد. بوستان جنگلی چالدره جزء جنگل‌های جلگه‌ای محسوب می‌شود.

## موقعیت جغرافیایی
موقعیت جغرافیایی چالدره روی نقشه و مکان‌های اطراف آن